# Zbelava
Zbelava is een plaats in de gemeente Varaždin in de Kroatische provincie Varaždin. De plaats telt 469 inwoners (2001).